# Pinaroloxias
Pinaroloxias is een monotypisch geslacht van zangvogels uit de grote Amerikaanse familie Thraupidae (tangaren):
- Pinaroloxias inornata – Cocosvink

Dit geslacht behoort tot de zogenaamde Darwinvinken die als endemisch geslacht en soort alleen voorkomt op de Cocoseiland.